# Хипопитуитаризъм
Хипопитуитаризъм е състояние дължащо се на намаляване до пълно преустановяване на секрецията на един, два или всички хормони на предния дял на хипофизата (аденохипофиза). Получава се в резултат на частично до пълно унищожаване на хипофизата или липса на хипоталамична стимулация. Ако има намалена секреция на всички хипофизни хормони, се използва терминът панхипопитуитаризъм.
Първото описание на състоянието е направено през 1914 г. от немския лекар д-р Морис Симондс.

## Симптоми
Признаците и симптомите на хипопитуитаризъм се различават в зависимост от това кои хормони не се секретират и от основната причина за патологията.

## Диагноза
Диагнозата хипопитуитаризъм се извършва след кръвни тестове, но често се изисква специфични тестове. Други изследвания са необходими, за да се намери основната причина, като тумори на хипофизата. Повечето хормони, контролирани от тропните хормони на хипофизата може да бъдат заменени под формата на таблетки или инжекции. Хипопитуитаризъм е рядко заболяване, но може да бъде значително неустановено при хора с предишни травматични увреждания на мозъка.